# Isengard (banda noruega)
Isengard es un proyecto en solitario de Fenriz, famoso por ser el baterista de la banda Darkthrone, creado en 1989. Se basa en sonidos de black metal y viking metal noruego, así como rock de vanguardia en algunas pistas. Fenriz creó Isengard porque tenía muchas ideas musicales que no encajaban en el estilo y la música de Darkthrone. En este proyecto Fenriz toca todos los instrumentos por sí mismo, y también pone la voz.
Fenriz nombró «Isengard» el proyecto por el lugar ficticio de ese nombre, uno de los escenarios de la novela El Señor de los Anillos, del escritor británico J. R. R. Tolkien. El personaje o criatura del logotipo de Isengard fue tomado de una ilustración de Angus McBride para un juego de rol basado en la obra de Tolkien, titulado El Señor de los Anillos, el juego de rol de la Tierra Media (MERP). La ilustración representa a Thuringwethil, el vampiro de la Primera Edad que aparece en El Silmarillion.
Cuando le preguntaron cómo se sentía con Isengard en una entrevista de noviembre de 2007, Fenriz comentó que él «no entendía por qué a la gente le gusta tanto». Concluyó que a la gente le gustan precisamente «los elementos» que a él no le agradaban, es decir, el aspecto folk metal del proyecto.

## Discografía
Mientras que Vinterskugge es un álbum recopilatorio de las tres demos grabadas con anterioridad, Høstmørke es un álbum de duración ordinaria grabado con todos los medios:
Demos
- 1989: Spectres over Gorgoroth
- 1991: Horizons
- 1993: Vanderen

Recopilatorio
- 1994: Vinterskugge (álbum recopilatorio con las tres demos anteriores)

Álbum de estudio
- 1995: Høstmørke
- 2020: Vårjevndøgn